# Мацей Домбровський
Мацей Домбровський (пол. Maciej Dąbrowski, нар. 20 квітня 1987, Радзеюв) — польський футболіст, захисник клубу «Легія».
Виступав, зокрема, за клуби «Погонь» (Щецин) та «Заглемб'є» (Любін), а також молодіжну збірну Польщі.

## Клубна кар'єра
Народився 20 квітня 1987 року в місті Радзеюв. Вихованець футбольної школи клубу Любенянка Любень Куявські.
У дорослому футболі дебютував 2005 року виступами за команду клубу «Завіша» (Бидгощ), в якій провів один сезон. Потім грав у третьоліговій «Вікторії» (Короново). Його наступним клубом став ГКС (Белхатув), в якому Мацей зіграв один матч. В 2009 році повернувся до клубу «Завіша» (Бидгощ), в складі якого провів три роки. У футболці клубу зіграв 72 матчі та відзначився 9-ма голами. В сезоні 2011/12 років захищав кольори «Олімпії» (Грудзьондз).
Своєю грою за останню команду привернув увагу представників тренерського штабу клубу «Погонь» (Щецин), до складу якого приєднався 16 липня 2012 року. Відіграв за команду зі Щецина наступні майже три сезони своєї ігрової кар'єри. У більшості з матчів виходи у стартовому складі, ставши найрезультативнішим гравцем захисної лінії в команді (7 голів у 70 матчах). Проте після приходу на посаду головного тренера чеха Яна Кочяна на полі з'являвся рідше. Протягом половини року на правах оренди виступав у першоліговому клубі «Заглемб'є» (Любін). Разом з командою з Нижньої Сілезії здобув путівку до вищого дивізіону польського чемпіонату, після чого любинський клуб викупив контракт Мацея в «Погоні». Цього разу провів у складі команди один сезон. Граючи у складі любінського «Заглембє» також здебільшого виходив на поле в основному складі команди.
До складу клубу «Легія» приєднався 2016 року. Відтоді встиг відіграти за команду з Варшави 2 матчі в національному чемпіонаті.

## Виступи за збірну
2007 року залучався до складу молодіжної збірної Польщі. На молодіжному рівні зіграв у 3 офіційних матчах.

## Статистика виступів у клубі
(Станом на 19 лютого 2017 року)
| Клуб                       | Сезон             | Ліга              | Ліга  | Ліга | Кубок Польщі | Кубок Польщі | Єврокубки | Єврокубки | Загалом | Загалом |
| Клуб                       | Сезон             | Ліга              | Матчі | Голи | Матчі        | Голи         | Матчі     | Голи      | Матчі   | Голи    |
| -------------------------- | ----------------- | ----------------- | ----- | ---- | ------------ | ------------ | --------- | --------- | ------- | ------- |
| Вікторія (Короново)        | 2006/07           | III ліга          | –     | –    | 1            | 0            | –         | –         | 1       | 0       |
| Вікторія (Короново)        | 2007/08           | III ліга          | 11    | 0    | 2            | 0            | –         | –         | 13      | 0       |
| Вікторія (Короново)        | Загалом           | Загалом           | 11    | 0    | 3            | 0            | 0         | 0         | 14      | 0       |
| ГКС (Белхатув)             | 2007/08           | I ліга            | 1     | 0    | –            | –            | –         | –         | 1       | 0       |
| ГКС (Белхатув)             | 2008/09           | Екстракляса       | –     | –    | –            | –            | –         | –         | 0       | 0       |
| ГКС (Белхатув)             | Загалом           | Загалом           | 1     | 0    | 0            | 0            | 0         | 0         | 1       | 0       |
| Завіша (Бидгощ)            | 2008/09           | II ліга           | 9     | 1    | –            | –            | –         | –         | 9       | 1       |
| Завіша (Бидгощ)            | 2009/10           | II ліга           | 33    | 3    | –            | –            | –         | –         | 33      | 3       |
| Завіша (Бидгощ)            | 2010/11           | III ліга          | 30    | 5    | 2            | 0            | –         | –         | 32      | 5       |
| Завіша (Бидгощ)            | Загалом           | Загалом           | 72    | 9    | 2            | 0            | 0         | 0         | 74      | 9       |
| Олімпія (Грудзьондз)       | 2011/12           | I ліга            | 31    | 4    | –            | –            | –         | –         | 31      | 4       |
| Олімпія (Грудзьондз)       | Загалом           | Загалом           | 31    | 4    | 0            | 0            | 0         | 0         | 31      | 4       |
| Погонь (Щецин)             | 2012/13           | Екстракляса       | 25    | 2    | 1            | 0            | –         | –         | 26      | 2       |
| Погонь (Щецин)             | 2013/14           | Екстракляса       | 31    | 3    | –            | –            | –         | –         | 31      | 3       |
| Погонь (Щецин)             | 2014/15           | Екстракляса       | 14    | 2    | 2            | 0            | –         | –         | 16      | 2       |
| Погонь (Щецин)             | Загалом           | Загалом           | 70    | 7    | 3            | 0            | 0         | 0         | 73      | 7       |
| Заглемб'є (Любін) (оренда) | 2014/15           | I ліга            | 14    | 1    | –            | –            | –         | –         | 14      | 1       |
| Заглемб'є (Любін)          | 2015/16           | Екстракляса       | 30    | 3    | 3            | 0            | –         | –         | 33      | 3       |
| Заглемб'є (Любін)          | 2016/17           | Екстракляса       | 3     | 1    | –            | –            | 6         | 1         | 9       | 2       |
| Заглемб'є (Любін)          | Загалом           | Загалом           | 47    | 5    | 3            | 0            | 6         | 1         | 56      | 6       |
| Легія (Варшава)            | 2016/17           | Екстракляса       | 4     | 0    | 1            | 0            | 3         | 0         | 8       | 0       |
| Загалом у кар'єрі          | Загалом у кар'єрі | Загалом у кар'єрі | 236   | 25   | 12           | 0            | 9         | 1         | 257     | 26      |

## Титули і досягнення
- Чемпіон Польщі (1):

«Легія»:  2016/17